# Fourth Party Logistics
Fourth Party Logistics (4PL, Integrator Procesów Logistycznych – Logistics Integrator, czy Wiodący Operator Logistyczny – Lead Logistics Provider, LLP) – wirtualni dostawcy nie posiadający w swoich firmach środków transportowych, magazynów i centrów logistycznych.
Pojęcie fourth party logistics (4PL) po raz pierwszy zostało użyte w 1996 roku przez Accenture (dawniej Andersen Consulting).
Tego typu firmy fizycznie nie wykonują procesów logistycznych, a ich istotą działania jest zarządzanie procesami realizacji dostaw za pomocą przetwarzania informacji.
4PL to integrator, który łączy zasoby, możliwości i technologie własne z innych organizacji w celu zaprojektowania, zbudowania i realizacji kompleksowych rozwiązań dla całego łańcucha dostaw. System koordynuje realizację wszystkich procesów logistycznych zachodzących wzdłuż łańcucha dostaw poczynając od dostawców surowców, aż po ostatecznych nabywców.
Zakłada się następujące elementy funkcjonowania 4PL:
- Architektura i integracja. Rozumiana jako tworzenie wizji łańcucha dostaw, kształtowanie relacji związków z elementami łańcucha, kształtowanie i przeprowadzanie transakcji, zarządzanie projektami, integracja usług i informacji.
- Sterowanie. 4PL zakłada zatrudnienie doświadczonej kadry kierowniczej, obsługę systemów wsparcia decyzji, zarządzanie 3PL, czyli dostawcami usług, reengineering oraz ciągłą poprawę wyników.
- Informacja/komunikacja: Integracja systemów IT, dostarczanie architektury IT, real-time date tracking (śledzenie przesyłek w czasie rzeczywistym), transformacja danych w informacje, udostępnianie danych/informacji, oraz wsparcie techniczne.
- Udostępnienie zasobów jako usługi transportowe, magazynowanie, manufacturing, outsourcing, co-packing

Funkcjonowanie 4PL nie byłoby możliwe bez Internetu oraz systemów komputerowych wspomagających działanie logistyki na poszczególnych jej etapach.